# Tharyx filibranchia
Tharyx filibranchia är en ringmaskart som beskrevs av Francis Day 1961. Tharyx filibranchia ingår i släktet Tharyx och familjen Cirratulidae. Inga underarter finns listade i Catalogue of Life.